# Añorbe
Añorbe es un municipio español de la Comunidad Foral de Navarra, situado en la merindad de Pamplona, en el Valdizarbe a 20,6 km de la capital de la comunidad, Pamplona. Su población en 2024 fue de 627 habitantes (INE).

## Toponimia
El topónimo Añorbe es de origen y significado desconocido. La segunda parte del topónimo parece estar formada por la palabra vasca be(h)e, que significa 'debajo' o 'suelo', que es muy habitual en la toponimia vasco-navarra. Sin embargo nadie ha conseguido explicar de forma totalmente satisfactoria el significado de añor. Según algunos etimologistas podría provenir de la expresión en lengua vasca ainar behe, debajo del brezo; o expresiones similares como bajo el brezal. Existe un barrio en San Sebastián, Añorga, cuyo significado también es desconocido y parece compartir la misma raíz toponímica. El topónimo se ha escrito históricamente de las siguientes maneras: Ainorbe, Aynorbe, Aynnorbe (1083-1115,1257, 1268,1280, 1289, 1350, 1366, 1591, NEN); Ainnorveco, Sanso (siglo XIII, NEN); Aniorbe (1083-1115, NEN) y Annorbe (1216, NEN).
Inicialmente adscrita a la zona no vascófona por la Ley Foral 18/1986, en junio de 2017 el Parlamento navarro aprobó el paso de Añorbe a la Zona mixta de Navarra mediante la Ley foral 9/2017.

### Gentilicio
Añorbés - añorbésa o Txaparro - txaparra (coloquialmente). Añorbetarra en euskera.

## Geografía
Añorbe se sitúa en la zona sur occidental de Valdizarbe, en la zona media de Navarra. Sus coordenadas son: 42°39′N 1°42′O / 42.650, -1.700. En el monte El Chaparro que está dentro de su término municipal hay una piedra triangular que señala el centro geográfico de la Comunidad Foral Navarra. Su término municipal tiene una superficie de 24,1 km² y limita al norte con Enériz y Úcar, al este con Tirapu y Barásoain, al sur con Artajona, y al oeste con Obanos y Enériz.
Barrios: Bodega Vieja, Txantrea, Lagartegui, calle Mayor, Cuatro Esquinas, El Niño, siglo XXI, plaza los Fueros, calle Norte, calle Conde, calle Valdizarbe.

## Historia

### Prehistoria
Existen restos arqueológicos desde épocas prehistóricas, e incluso un término como Gazteluzar, que expresa en euskera la existencia de un poblado o asentamiento, que aún no ha sido debidamente estudiado.
Algunos datos  permiten ver la evolución del municipio a lo largo de los siglos. La Letaniaportillo es un paraje en la muga de Artajona en el que se encuentra el Dolmen de Langortea, cuya losa de cabecera sirve de muga entre los dos pueblos. En las Nekeas y otras partes del término aparecen vestigios arqueológicos (sílex, cerámicas). Gazteluzar es un poblado prehistórico sin explorar. En su término existe el yacimiento arqueológico "de Nekeas de Añorbe". Se encontró también un fragmento de miliario romano fechado hacia el año 200 d. C.

### Edad Media
Añorbe está documentado desde el siglo XI como "Ainorbe" y "Aniorbe". Era una villa de señorío múltiple de realengo, nobiliario y eclesiástico. En el siglo XII, algunos de sus mezquinos y collados fueron donados al monasterio de Leire por Lope y Sancho Fortuñones y por Urraca Ortiz de Orcoyen. Ya en el siglo XIII, varios bienes del término pasaron a la jurisdicción de la abadía de Iranzu y a los hospitalarios de San Juan de Jerusalén. Sin embargo, hay un dominio directo de la corona de Navarra. En 1309 Iñigo Pérez de Sansoáin donó a la Catedral de Pamplona los palacios y collados que poseía en Añorbe.
La población se desarrolló durante la Edad Media, hasta llegar a ser un centro comarcal de cierta importancia respecto a las localidades vecinas. 
Ya a comienzos del siglo XV, las pechas regias, cedidas en 1379 al escudero Peroch de Eusa, se integraron en las rentas anejas al vizcondado de Muruzábal, y posteriormente pasaron al monarca Felipe de Navarra y a sus sucesores. Aproximadamente la mitad de su población era en los siglos XIV y XV de filiación infanzona o hidalgo. Tenía dos iglesias parroquiales cuyos titulares figuran en los libros del rediezmo para Tierra Santa (siglo XIII) como San Emiliano o Miliano (San Millán) y San Miguel. Tres siglos después en las constituciones sinodales de 1591 aparecen dedicadas a San Pedro y San Miguel, a pesar de haber sido unidas en 1529 bajo el título de Nuestra Señora de la Asunción.

### sigloXIX
La villa perteneció a Valdizarbe hasta su segregación en 1846 como municipio propio. 
Según informa Pascual Madoz en el segundo tomo de su Diccionario Geográfico-Estadístico-Histórico de España y sus posesiones de Ultramar, publicado en 1845:

Contaba con 130 casas, casa municipal, cárcel pública, carnicería y algunas tiendas de comestibles, así como de escuela de primeras letras a la que concurrían 60 niños de ambos sexos; además de un hospital, propiedad de la Cofradía Mayor de San Martín, fundada el 8 de julio de 1749, del que ya no queda nada.

Además, disfrutaba de buenas comunicaciones con los municipios vecinos, así como de servicio de correspondencia. Destacaba entonces por la cría de ganado lanar, cabrío, de cerda y vacuno, así como del cultivo de cereales y viñas, de las que se obtenían buenos caldos.
En la segunda mitad del siglo XX, descendió en número de habitantes, como toda la zona en la que se ubica. Esta tendencia, se ha detenido hoy, manteniendo una población bastante estable e incluso en ligero crecimiento.

## Demografía
Añorbe cuenta con una población de 627 habitantes (INE 2024).
| Gráfica de evolución demográfica de Añorbe entre 1842 y 2021                                                        |
| |
| Población de derecho según los censos de población del INE Población de hecho según los censos de población del INE |

## Economía
Aunque hoy una parte importante de la población trabaja en actividades industriales, la economía de la localidad ha sido fundamentalmente agrícola. Posee una amplia superficie de viñedos, sobre todo al sur, en torno al término de Las Nekeas, que comparte con otras localidades de Valdizarbe. En épocas pasadas, tuvo cierta importancia una explotación salina al norte de la localidad. Especial mención merece la Bodega Nekeas, que ha contribuido como pocos a la difusión del nombre de Añorbe por el mundo, puesto que exporta sus vinos a un gran número de países. En cierta manera, sustituye a la Bodega San Juan, fundada después de la guerra, y de la que eran socios la mayor parte de los vecinos de Añorbe, así como algunos de Tirapu.

### Comunicaciones

#### Carreteras
La localidad dispone de dos vías de comunicación principales: una que la une con la A-12 (Autovía del Camino) (Pamplona-Logroño), y la otra con la carretera N-121 (Pamplona-Tudela) y la Autopista de Navarra (AP-15)

#### Transportes
Dariamente llega a la localidad un autobús de línea, el cual comunica Añorbe con Pamplona y Tafalla

## Administración y política
| Mandato   | nombre                          | Partido político     |
| --------- | ------------------------------- | -------------------- |
| 1987-1991 | Pablo Huarte Garde              | Añorbe Independiente |
| 1991-1995 | Pablo Huarte Garde              | Añorbe Independiente |
| 1995-1999 | Pablo Huarte Garde              | Añorbe Independiente |
| 1999-2003 | Pablo Huarte Garde              | Añorbe Independiente |
| 2003-2007 | José Manuel Urricelqui Lafuente | Añorbe Independiente |
| 2007-2011 | Ignacio Echeverría Ciordia      | Añorbide             |
| 2011-2015 | Ignacio Echeverría Ciordia      | Añorbide             |
| 2015-2019 | Joaquín Sanz Goñi               | (AEA) ALDAPETAS      |
| 2019-2023 | Joaquín Sanz Goñi               | (AEA) ALDAPETAS      |
| 2023-act. | Ignacio Echeverría Ciordia      | A.E. Añorbe Avanza   |

## Cultura
Añorbe cuenta con colegio propio en el que están matriculados alrededor de 50 niños en los cursos de 1.º infantil a 6.º de primaria. También hay una biblioteca y un centro cívico en el que se realizan actividades como las comidas de la asociación de jubilados, talleres de manualidades, proyecciones de cine y la fiesta de Navidad.
Cuenta con la Banda de Música que está hermanada a la Banda de Música de Zizur Mayor y Estella, los Auroros y el grupo de Rondalla. 
En el año 1979 un grupo coral formado por vecinos del pueblo cantó por primera vez la Salve Regina, de Hilarión Eslava, adaptada por su director, José Antonio Huarte. Desde entonces, ya constituida como Agrupación Coral de Añorbe, actúa anualmente en las Fiestas de Reliquias (Corpus Christi) y en las fiestas patronales de Nuestra Señora de la Asunción (15 de agosto), así como en otros eventos de la localidad. Celebra conciertos también con otros grupos corales (Coral Arrieta de Puente la Reina, Coral Barañain/Abesbatza, Coral S. Miguel Arcángel de Larraga...). Su director desde 2016 es Josu Martínez Osés.

### Parroquia de la Asunción
Destaca el retablo mayor. Es una obra destacada dentro de la escuela romanista navarra por la calidad de su escultura. El ensamblaje lo hizo el entallador Pedro Contreras por 400 ducados en 1577. Da la coincidencia de que este mismo entallador Contreras fue socio y ayudante de Juan de Anchieta en el retablo mayor de Cáseda. Es más que probable que en Añorbe la escultura sea también obra del maestro vasco dado su estilo característico y su calidad según ya le fue atribuido.

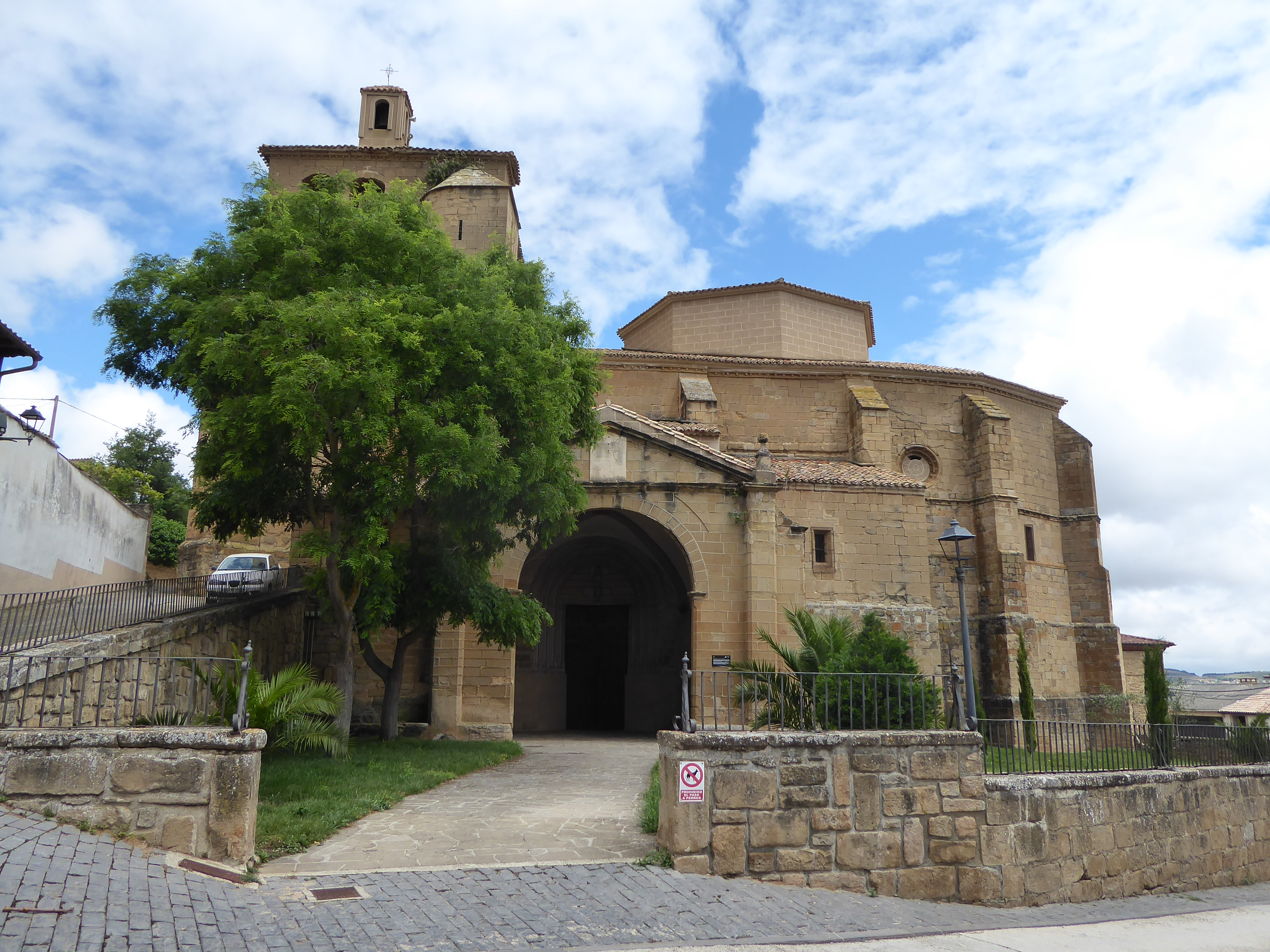
Parroquia de la Asunción

La pintura del retablo fue contratada en 1597 por el pintor Juan de Landa a quien se obliga a acabarla en cuatro años. Landa policromó también el retablo de Santa María de Tafalla, obra asimismo de Juan de Anchieta.
El retablo de planta recta se compone de un banco alto con tableros en relieve y en los extremos dos niños atlantes envueltos en mantos soportando las columnas exteriores al modo de los atlantes del retablo de Medina de Rioseco, trazado por Gaspar Becerra. Sigue un friso estrecho con niños recostados entre telas y cabezas de ángeles y un segundo friso ancho con Virtudes sedentes, Caridad, Vigilancia, Templanza y Fe, y niños de pie y sentados sobre el que montan dos cuerpos y un sagrario exento. El primer cuerpo se articula mediante pilastras estriadas corintias y columnas externas entre las cuales se sitúan las cajas laterales coronadas por frontón triangular con niños recostados en sus derrames y hornacina central cubierta también por frontón. Entre el primer y segundo cuerpo vuelve a haber otros dos frisos, el primero con niños recostados y el segundo con los Evangelistas recostados entre niños y Adán y Eva en los extremos. El segundo cuerpo se articula con columnas pareadas corintias. La calle central tiene una hornacina en el primer cuerpo y un arco rebajado en el segundo en tanto que las cajas laterales son rectas. Remata el segundo cuerpo un friso con cabezas de ángeles y en las enjutas del arco rebajado se abren sendas hornacinas. Ocupan los ángulos niños recostados.
La iconografía representa en el banco y en relieve a los Padres de la Iglesia, obispos sedentes, San Juan Bautista y San Esteban. En el primer cuerpo un relieve de San Pablo y San Pedro emparejados, de cuerpo entero con sus respectivos símbolos, una soberbia escultura de la Virgen con el Niño y un relieve de San Miguel alanceando al dragón. En el segundo cuerpo figuran un relieve de San Antón y otro obispo emparejados, el grupo de la Asunción según la iconografía usada en esta escuela con peana de ángeles y un relieve de dos obispos de cuerpo entero y emparejados. En el ático, un soberbio Calvario entre dos profetas, uno de ellos Moisés.
El sagrario de planta rectangular tiene banco con tableros de niños entre ménsulas de follaje y pedestales de niños, un cuerpo de columnas acanaladas con capitel corintio y friso de cabezas de querubines. Su iconografía muestra un relieve de San Andrés, un bulto de San Pedro, un relieve de la Institución de la Eucaristía con dos ángeles en la puerta, una escultura de San Pablo y un relieve de un apóstol. 

### Ermita de San Martín
El cerro de San Martín, con 715 metros de altitud, por su posición estratégica  tuvo un poblado fortificado en la Edad del Hierro, en torno al siglo VI antes de Cristo. 

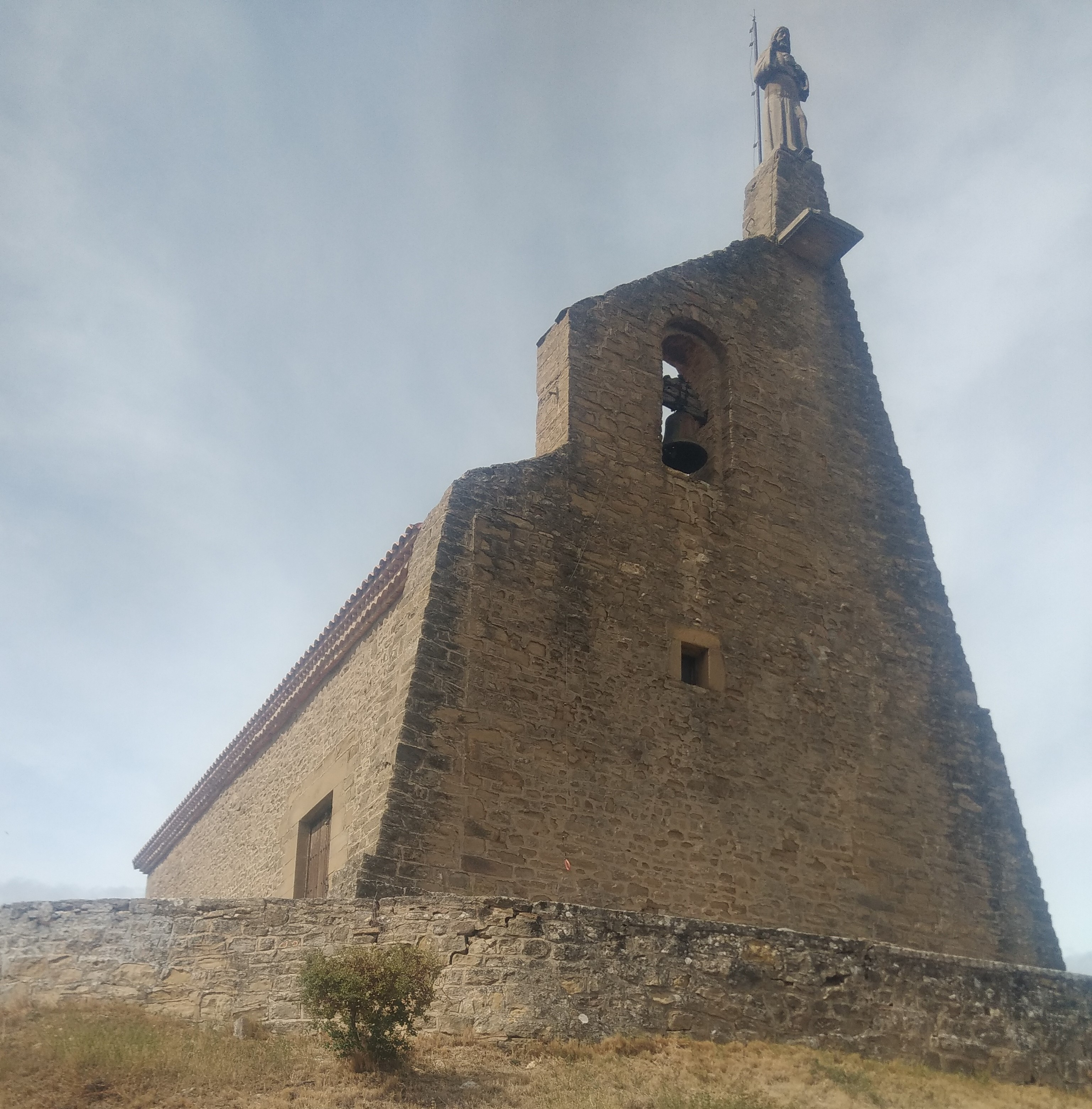
Ermita de San Martín

En la tercera guerra carlista la ermita se convirtió en un fuerte de los carlistas desde el que se dominaban los caminos a Pamplona, Puente la Reina y Tafalla. Con este fin se adecuaron dos plantas. En la baja se instaló parte de la tropa y los oficiales, los almacenes de municiones y víveres, así como un aljibe. En la planta superior se habilitaron más alojamientos para los militares, la cocina y el puesto de mando. Fue tomada por los liberales al mando del mariscal de campo Eulogio Despujol y Dusay el 2 de marzo de 1875.
Existe constancia de la existencia de la ermita de San Martín al menos desde el siglo XVI, aunque el edificio actual es barroco. Tiene planta rectangular y está cubierto con bóveda de cinco tramos. Los elementos constructivos son pobres, a base de sillarejo y mampostería. No existen motivos ornamentales. La puerta adintelada se abre en el muro sur.
En el muro que da al este, en la cabecera de la ermita, se levanta una gran   espadaña que está rematada por la escultura del Sagrado Corazón de Jesús. Se edificó en 1947, según el proyecto de Víctor Eusa y fue sufragada por Juana San Martín Yoldi, de una casa de la localidad y esposa del ilustre pedagogo don Ezequiel Solana.
En 2015 se urbanizó el entorno y se mejoró el camino que sale de Añorbe.

### Fiestas
En Añorbe se celebra el día de San Isidro bajando a la ermita de San Juan en romería y después de una misa los habitantes se juntan en las peñas y cuadrillas para comer una barbacoa. El ayuntamiento regala a los habitantes del pueblo una botella de vino de la bodega de la misma localidad y una barra de pan.
Las fiestas patronales se celebran en agosto en honor a Nuestra Señora de la Asunción. Durante estas fiestas las agrupaciones culturales anteriormente nombradas participan activamente, siendo así unas fiestas muy animadas.

### Deporte
El Ayuntamiento de Añorbe cuenta con piscinas que se abren en verano y de frontón, así como de gimnasio.

#### Senderismo
Añorbe cuenta con dos rutas de senderismo. Una llamada "La ruta del vino", la cual transcurre por los caminos del municipio y en ella se pueden observar tanto los viñedos que abastecen a la bodega Nekeas como los paisajes que rodean la localidad. La segunda ruta, asciende a dos cimas: el alto de San Martín (con la ermita de mismo nombre en el alto) y el Alto del Chaparro, en cuya cima hay un vértice geodésico. Esta segunda ruta, nos da una vista espectacular del valle desde el alto de San Martín, gracias al trabajo del cuidado del monte llevado a cabo en 2014-2015. En esta cima se encuentran mesas de pícnic y tableros informativos en los cuales indica el nombre de los montes de alrededor. En días despejados, se puede incluso ver el Moncayo.

## Personas destacadas

### Actualidad
- Javier Vicuña Urtasun: Exportero de Osasuna club de fútbol. En la actualidad (2009) entrenador de porteros del Club Atlético Osasuna. Nacido 14 de mayo de 1955.
- José Antonio Huarte: director del Orfeón Pamplones, marca una época en la que el Orfeón Pamplonés accede a la modernidad, participando con orquestas y directores de prestigio y en cuantos festivales musicales se organizan dentro y fuera de nuestras fronteras.
- Dr. D. José Javier San Martín Sala: Catedrático antropología filosófica . Ex vicerrector de Centros; Metodología, Medios y Tecnología, y Nuevas Tecnologías de la UNED. Ha centrado tanto su formación filosófica como sus publicaciones en tres ámbitos, la fenomenología, la antropología y la filosofía de Ortega. Estos son algunos enlaces que reseñan su Curriculum y su obra:

 Archivado el 4 de marzo de 2016 en Wayback Machine.
 Archivado el 5 de marzo de 2016 en Wayback Machine.

### Personajes históricos
- Juan Beltrán de Leoz (1590-1669): Carmelita descalzo que cambió su nombre por Juan de Jesús, de gran fama en su época, murió con aureola de santidad y aún hoy es objeto de veneración en el convento de los Carmelitas de Pamplona, donde se encuentran sus restos.
- Gil de Echauri y Zárate (16??-16??): Fue Dean de Tudela y prior de Roncesvalles, además de diputado en las Cortes de Navarra por el brazo eclesiástico. Durante su residencia en Tudela, se produjeron los graves disturbios que siguieron a la aprobación de una ley de la que había sido coautor y acabaron con la destrucción de buena parte del Palacio Decanal.
- Pablo Lizarraga San Emeterio (1995-actualidad): Es un exjugador de fútbol del Club Atlético Osasuna B, en el cual militó durante la temporada 2018-2019. También ha jugado en equipos como, CD Tudelano durante la temporadas 2016 a 2018, en el Izarra CF en la temporada 2015-2016 y en el CD Oberena durante la temporada 2014-2015. Jugaba en la posición de medio centro y se caracterizaba por tener una gran habilidad a la hora de distribuir el balón en el campo. Actualmente se encuentra retirado de los terrenos de juego.

## Leyendas
Las casas del pueblo tienen nombres como Juanerena que quiere decir casa de Juan, los nombres no corresponden a sus actuales inquilinos o propietarios, sino que viene de un tiempo atrás.